# Mark Vargo
Mark Vargo (* 15. Mai 1954 in Alexandria, Virginia) ist ein US-amerikanischer Spezialeffekte-Künstler und Kameramann.

## Leben
Vargo gehörte von 1979 bis 1983 Industrial Light & Magic an und half bei den Spezialeffekten mit, die dem Studio in dieser Zeit ganze vier Oscars einbrachten. Für die Spezialeffekte des Films Ghostbusters – Die Geisterjäger (1984) wurde er zusammen mit seinen Kollegen John Bruno, Richard Edlund und Chuck Gaspar nominiert.
In seiner bis heute andauernden Karriere wirkte er an über 50 Produktionen als Kameramann und als Spezialeffekte-Künstler mit. Ab 1997 verlegte er sich ausschließlich auf die Kamera.
Seit dem 1. Mai 2018 unterrichtet er Kameraführung an der Florida State University in Tallahassee, Florida als Associate Professor.

## Filmografie (Auswahl)

### Spezialeffekte
- 1980: Das Imperium schlägt zurück (Star Wars: Episode V - The Empire Strikes Back)
- 1981: Jäger des verlorenen Schatzes (Raiders of the Lost Ark)
- 1981: Der Drachentöter (Dragonslayer)
- 1982: Star Trek II: Der Zorn des Khan (Star Trek II: The Wrath of Khan)
- 1982: Poltergeist
- 1983: Die Rückkehr der Jedi-Ritter (Star Wars: Episode V - Return of the Jedi)
- 1983: Ghostbusters – Die Geisterjäger (Ghostbusters)
- 1984: 2010: Das Jahr, in dem wir Kontakt aufnehmen (2010: The Year We Make Contact)
- 1985: Die rabenschwarze Nacht (Fright Night)
- 1986: Poltergeist II – Die andere Seite (Poltergeist II: The Other Side)
- 1987: Mondsüchtig (Moonstruck)
- 1989: Ghostbusters II
- 1991: Flug durch die Hölle (Flight of the Intruder)
- 1992: Stay Tuned
- 1993: In the Line of Fire – Die zweite Chance (In the Line of Fire)
- 1994: City Slickers 2
- 1995: Outbreak – Lautlose Killer (Outbreak)
- 1995: Waterworld
- 1997: Turbulence

### Kamera
- 1997: Mäusejagd (Mousehunt)
- 1998: Deep Impact
- 1999: Knocked Out – Eine schlagkräftige Freundschaft (Knocked Out)
- 1999: The Green Mile
- 1999: Stuart Little
- 2000: Der Patriot (The Patriot)
- 2001: The Day the World Ended – Tod aus dem All (The Day the World Ended)
- 2003: Out for a Kill: Tong Tatoos – Das Tor zur Hölle (Out for a Kill)
- 2003: Looney Tunes: Back in Action
- 2004: Garfield – Der Film (Garfield: The Movie)
- 2004: Catwoman
- 2005: Ring 2
- 2006: Poseidon
- 2007: Todeszug nach Yuma (3:10 to Yuma)
- 2009: G-Force – Agenten mit Biss (G-Force)
- 2011: Planet der Affen: Prevolution (Rise of the Planet of the Apes)
- 2011: Alvin und die Chipmunks 3: Chipbruch (Alvin and the Chipmunks: Chipwrecked)
- 2012: Ted
- 2013: White House Down
- 2014: Transcendence
- 2014: Unser Kosmos: Die Reise geht weiter (Cosmos)
- 2015–2017: Salem